# Levanto
Levanto (ligur nyelven Lievànto) község (olaszul comune) Olaszországban, Liguria régióban, La Spezia megyében.

## Fekvése

Levanto község Torino megye térképén

A Ligur-tenger keleti partján fekszik, a Mesco-foktól valamint Monterosso al Maretól északra. A vele határos települések Bonassola, Borghetto di Vara, Carrodano, Framura, Monterosso al Mare és Pignone.

## Története
Levanto eredete a rómaiak idejére nyúlik vissza, amikor területén egy Ceula nevű kis település létezett. Fekvésének köszönhetően fontos közlekedési csomópont volt Ligurián belül. Temploma a 9. században épült fel. Ez egyben őrtoronyként is szolgált a tengeren garázdálkodó kalózok elleni védelemben. 1229-ben a Genovai Köztársaság szerezte meg, s ezt követően stratégiai jelentősége hanyatlani kezdett. A genovaiaknak köszönhetően kiépült kereskedelmi kikötője, ami új lendületet adott a kis település gazdasági életének. 1818-ban a Szárd Királyság, majd 1861-ben az Olasz Királyság része lett.

## Demográfia
A népesség számának alakulása:

## Fő látnivalók
- a középkori erőd
- a 13. századi gótikus stílusban megépült Sant’Andrea-templom (Szent András-templom)
- a 20. század elején épült Villa Agnelli és angolkerje
- a 13. századi loggia

## Külső hivatkozások
- Levantói turisztikai hivatal (olaszul)
- www.levanto.com (angolul)(olaszul)
- www.levanto.it(olaszul)